# Levelwood
Levelwood es un distrito y asentamiento ubicado en la isla Santa Elena, un territorio británico de ultramar en el océano Atlántico Sur. Ubicado en la costa sureste de la isla, en el año 2008 tenía una población de 316 habitantes, en comparación con una población de 376 en 1998. Se trata de un ambiente rural. Aquí también se encuentra el Pico de Diana.
El distrito actualmente incluye varias pequeñas comunidades que antes estaban separadas, como Taglate, Silver Hill y Woody Ridge. Se encuentran unidas por muchos caminos que atraviesan valles profundos. En los últimos años han surgido urbanizaciones privadas, como en Kennedy's, en el valle Taglate entre Levelwood Village y Bellstone.